# Королівський допоміжний флот (Велика Британія)
Королівський допоміжний флот (англ. Royal Fleet Auxiliary, RFA) — одна зі складових Королівського військово-морського флоту Великої Британії. Організаційно підпорядковується міністерству оборони Великої Британії. Разом з Надводними силами флоту, Підводною службою, Королівською морською піхотою та Повітряними силами флоту становить бойовий кістяк складу Флоту Королівства.

## Призначення
Основним завданням Королівського допоміжного флоту Великої Британії є забезпечення потреб Королівських ВМС у паливі, боєприпасах, матеріалах та військовому майні, що зазвичай здійснюється у відкритому морі при виконанні бойовими та допоміжними кораблями флоту завдань. Допоміжний флот також здійснює перекидання персоналу армії та Королівської морської піхоти, а також провадить всебічну підтримку навчань, бере участь у антіпіратських операціях, боротьбі з незаконним оборотом наркотиків та в гуманітарних операціях.